# Greene County, Tennessee
Greene County är ett administrativt område i delstaten Tennessee, USA, med 68 831 invånare. Den administrativa huvudorten (county seat) är Greeneville.

## Geografi
Enligt United States Census Bureau har countyt en total area på 1 616 km². 1 610 km² av den arean är land och 6 km² är vatten.

### Angränsande countyn
- Hawkins County - nord
- Washington County - öst
- Unicoi County - sydost
- Madison County, North Carolina - syd
- Cocke County - sydväst
- Hamblen County - väst